# Quesalid
Quesalid foi o primeiro xamã das Primeiras Nações, que viveu na ilha de Vancouver, Canadá. 

## História
Ele escreveu uma autobiografia em Kwak'wala, um kwakiutl linguagem, descoberto por Franz Boas e bem conhecido pelos antropólogos, no qual ele contou suas experiências como um xamã de uma visão de fé. Ele escreveu uma autobiografia em Kwak'wala, a língua kwakiutl, descoberto por Franz Boas e bem conhecida pelos antropólogos, no qual ele contou suas experiências como um xamã de uma visão de fé.
Quesalid começou a se interessar no xamanismo, porque ele estava desconfiado que o xamanismo não era verdade. Então, ele entra em uma escola de xamanismo ", aprendeu a tocar o papel. Então, ele entra em uma escola de xamanismo", aprendeu a tocar o papel. Mas continuou ele, tornou-se conhecido um xamã, e Continuou relatar um sua experiência. Mas ele continuou, tornou-se um xamã conhecido, e continuou a relatar sua experiência. Um resumo de sua autobiografia, indica que ele passou de uma posição cética uma uma visão "social" do xamanismo - que o trabalho é um Xamanico Psicologia , e sobre a fé do povo doente, ea comunidade da fé. Um resumo de sua autobiografia, indica que ele passou de uma posição céptica a uma visão "social" do xamanismo - que o trabalho xamânico é a psicologia, e sobre a fé do povo doente e a fé da comunidade.